# Thelcticopis hercules
Thelcticopis hercules là một loài nhện trong họ Sparassidae.
Loài này thuộc chi Thelcticopis. Thelcticopis hercules được Mary Agard Pocock miêu tả năm 1901.